# Mischocyttarus reclusus
Mischocyttarus reclusus är en getingart som beskrevs av Cooper 1996. Mischocyttarus reclusus ingår i släktet Mischocyttarus och familjen getingar. Inga underarter finns listade i Catalogue of Life.